# Бондаренко, Владимир Данилович
Владимир Данилович Бондаренко (1939—2019) — советский и украинский зоолог и поэт. Профессор кафедры лесоводства Национального лесотехнического университета Украины, кандидат сельскохозяйственных наук (1974). Награждён знаками «Отличник образования Украины» (1999) и «Отличник лесного хозяйства Украины» (2005). Почётный лесовод Украины (2009).

## Биография
Бондаренко родился 26 марта 1939 года в селе Кархуторы (теперь Николаевка (Днепропетровский район)), Днепропетровская область. В 1965 году окончил Львовский лесотехнический институт (теперь — Национальный лесотехнический университет Украины). Специальность по диплому о высшем образовании — «Лесное хозяйство», квалификация — «инженер лесного хозяйства».
Кандидат сельскохозяйственных наук с 1974 года по специальности 06.03.01 — «лесные культуры, селекция, семеноводство и озеленение городов». Диссертационная работа защищена в Львовском лесотехническом институте. Учёное звание профессора присвоено в 2001 году по кафедре лесоводства в Украинском государственном лесотехническом университете (теперь НЛТУ Украины, г. Львов). Почётный доктор Института агроэкологии Украинской академии аграрных наук (2009). После окончания Чугуево-Бабчанского лесного техникума трудовую деятельность начинал в Чертковском лесхоззаге Тернопольской области — объездчиком, техником-лесоводом, помощником лесничего Борщевского лесничества (1959—1964). В 1960—1965 годах сначала заочно, потом — стационарно учился на лесохозяйственном факультете Львовского лесотехнического института. С 1965 по 1972 год работал в Кишинёвском сельскохозяйственном институте (Молдавская АССР) научным сотрудником лаборатории лесоводства научно-исследовательского сектора, затем — ассистентом кафедры ботаники. С 1973 года продолжил работу в Львовском лесотехническом институте на должностях инженера, старшего преподавателя, доцента, профессора кафедры лесоводства.
Преподавательскую работу проводил по направлению подготовки «Лесное и садово-парковое хозяйство» по специальности «Лесное хозяйство», «Охотничье хозяйство». Преподаёт учебные дисциплины — лесную зоологию, охотоведение, лесоохотничье хозяйство, биотехнию, историю лесоводства. Научно-педагогический стаж учёного составляет более 35 лет, а общий научно-педагогический и производственный стаж работы в отрасли — более 50 лет.
Умер в 2019 году.

## Научные труды
Основные направления научных исследований: лесоведение, лесоохотничье хозяйство, история лесоводства, национальные традиции лесопользования, экологическое образование, природоохранные проблемы.
Член научно-технических советов ПО «Медоборы» и «Розточье», НПП «Сколевские Бескиды» и «Яворивский». За годы своей научной и педагогической деятельности опубликовал более 400 научных, научно-популярных и учебно-методических трудов.
Под руководством профессора Бондаренко успешно защищено семь кандидатских диссертаций. Он является членом научного общества им. Шевченко, Общества лесоводов Украины, членом Национального союза писателей Украины.

## Литературная деятельность
Автор более 10 поэтических сборников («Утренние росы», «Лесники мы, друг мой», «Дубы в дубраве», «Азбука из леса», «Короткие песни», «Три двери», «Тепло деревьев» и др.).